# 바고보쥐
바고보쥐(Bullimus bagobus)는 쥐과에 속하는 설치류의 일종이다. 필리핀 비사야 제도와 민다나오섬에서 발견된다.

## 상세
꼬리 길이 175~205mm를 제외한 몸길이가 228~275mm인 대형 설치류로 발 길이는 52~60mm, 귀 길이는 26~30mm이다. 몸무게는 최대 635g이다.

## 생태
육상에서 활동하는 야행성 동물이다. 먹이는 식물이다.

## 분포 및 서식지
필리핀 보홀섬과 디나가트 제도, 레이테섬, 마리피피, 민다나오섬, 사마르섬, 시아르가오섬 등에 널리 분포한다. 해수면과 해발 1800m 사이의 저지대 숲과 이끼 숲에서 서식한다.